# 20839 Bretharrison
20839 Bretharrison este un asteroid din centura principală de asteroizi.

## Descriere
20839 Bretharrison este un asteroid din centura principală de asteroizi. A fost descoperit pe 24 octombrie 2000 la Socorro, New Mexico, în cadrul proiectului LINEAR. Asteroidul prezintă o orbită caracterizată de o semiaxă mare de 2,70 ua, o excentricitate de 0,06 și o înclinație de 3,6° în raport cu ecliptica.